# Królewska gra z Ur

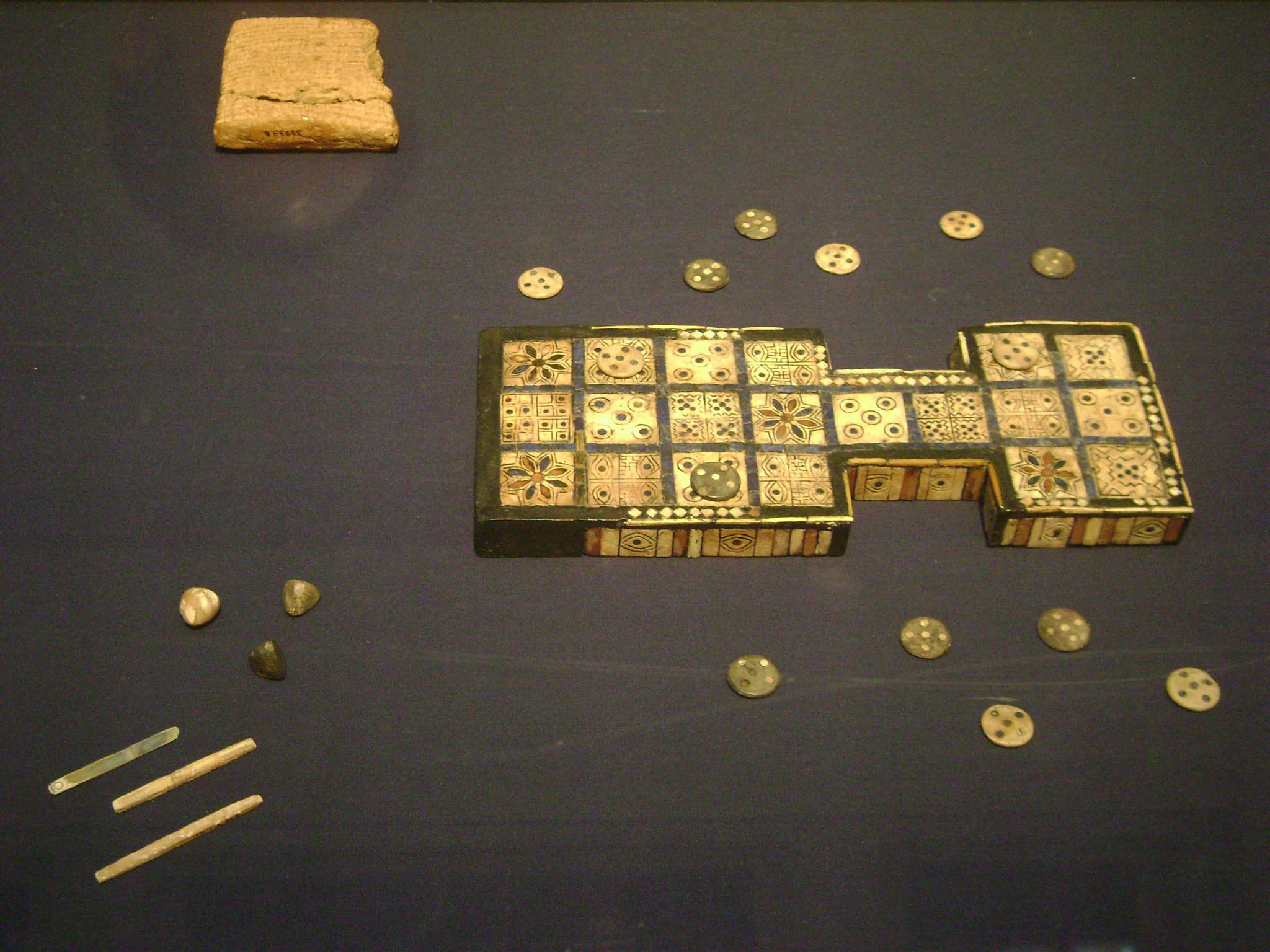
Królewska gra z Ur w Muzeum Brytyjskim

Królewska gra z Ur (również „gra na dwudziestu kwadratach”) – gra planszowa popularna prawdopodobnie prawie 5000 lat temu w Mezopotamii. Najstarszy komplet znaleziono w grobowcach królewskich z Ur, z około 2600 roku p.n.e. Gra była prekursorem tryktraka i jest uważana za jedną z najstarszych gier planszowych na świecie. 
Każdy gracz miał po siedem pionków, które musieli przesunąć na drugi koniec planszy. Do wejścia na samą planszę, trzeba było wykonać specjalny rzut kostką. Pięć pól z rozetkami oznaczało szczęśliwe pola.